# The Decorator

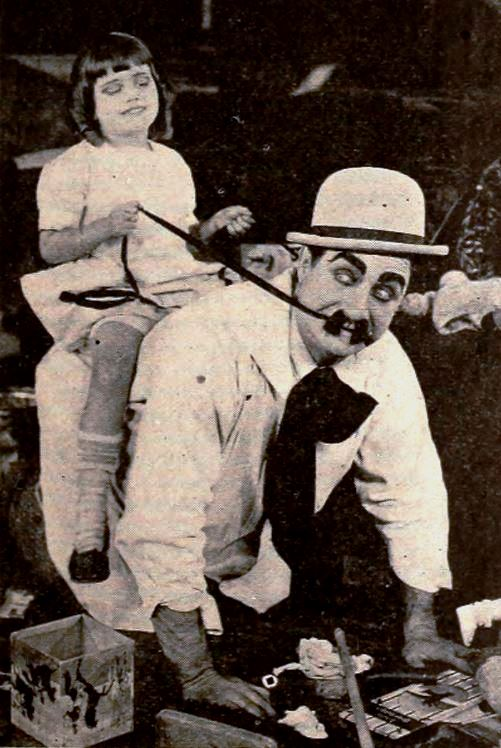
Scène du film The Decorator

The Decorator est un film américain réalisé par Jess Robbins et sorti en 1920.

## Fiche technique
- Réalisation : Jess Robbins
- Scénario : Jess Robbins
- Producteur : 	Albert E. Smith
- Photographie : Irving G. Ries
- Durée : 2 bobines
- Date de sortie : 4 septembre 1920

## Distribution
- Jimmy Aubrey : Jimmy
- Oliver Hardy : Babe, un millionnaire (crédité Babe Hardy)
- Kathleen Myers : la fille
- Jack Lloyd : son prétendant
- Evelyn Nelson